# Hennersdorf (Augustusburg)
Hennersdorf ist ein Ortsteil der Gemeinde Augustusburg im Landkreis Mittelsachsen im Erzgebirge, Sachsen. Hennersdorf ist gemessen an der Einwohnerzahl der zweitkleinste Ortsteil von Augustusburg.

## Geografie

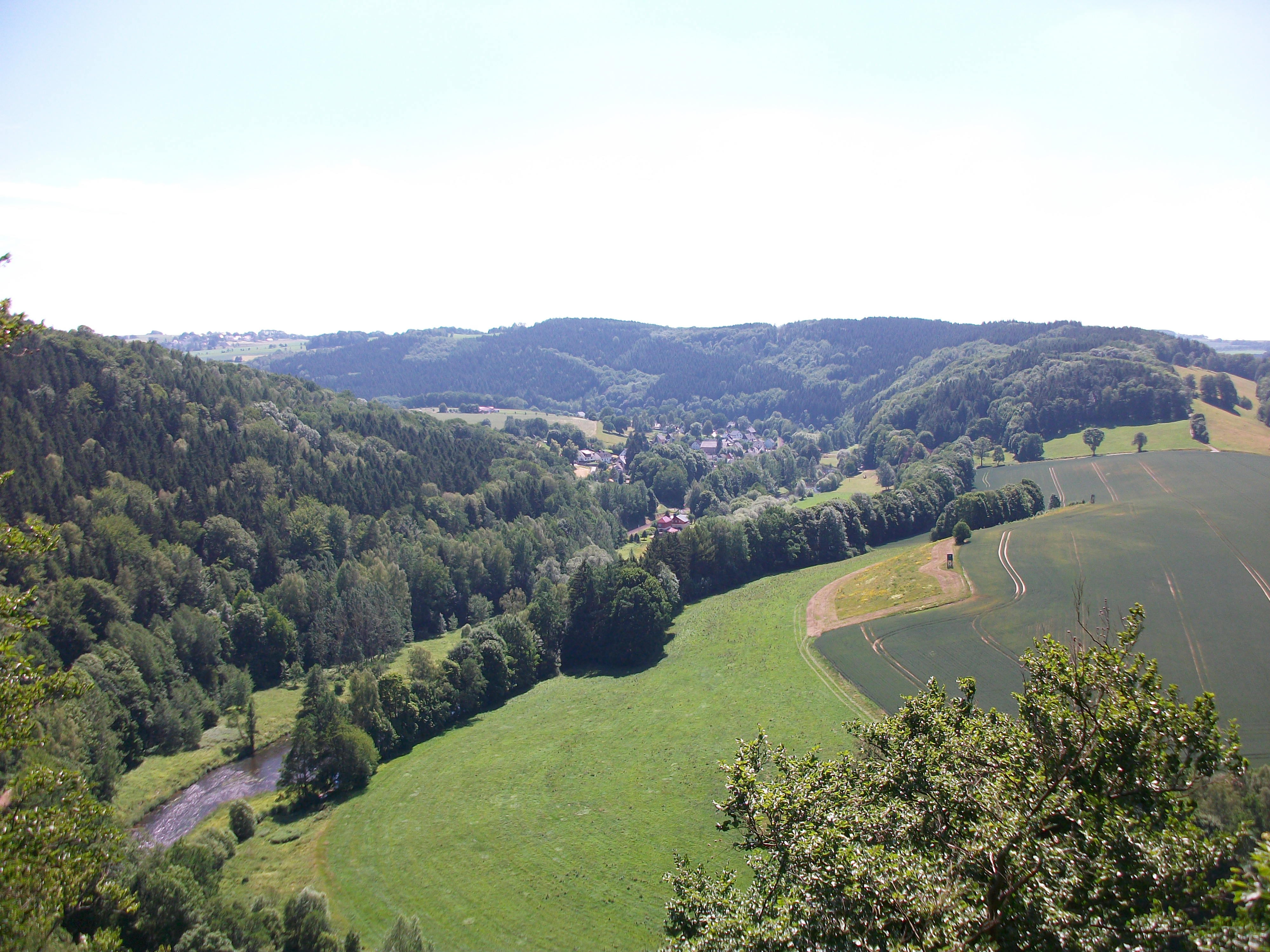
Blick vom Kunnerstein auf Hennersdorf

### Lage
Das Waldhufendorf liegt im Westen der Stadt im Tal der Zschopau. Ein kleinerer Teil der Siedlungen zieht sich etwa einen Kilometer im Tal des Goldbaches, der in Hennersdorf in die Zschopau mündet, nach Osten hinauf. Die Hufen der ursprünglich acht Höfe zogen sich am Gleithang des Ostufers der Zschopau bis zur Staatsstraße von Waldkirchen nach Augustusburg. Nachbardörfer sind Erdmannsdorf, Kunnersdorf, Dittmannsdorf, Witzschdorf und Waldkirchen.

### Nachbarorte
|               | Kunnersdorf                                 | Augustusburg |
|               | Kompassrose, die auf Nachbargemeinden zeigt |              |
| Dittmannsdorf | Witzschdorf                                 | Waldkirchen  |

## Geschichte

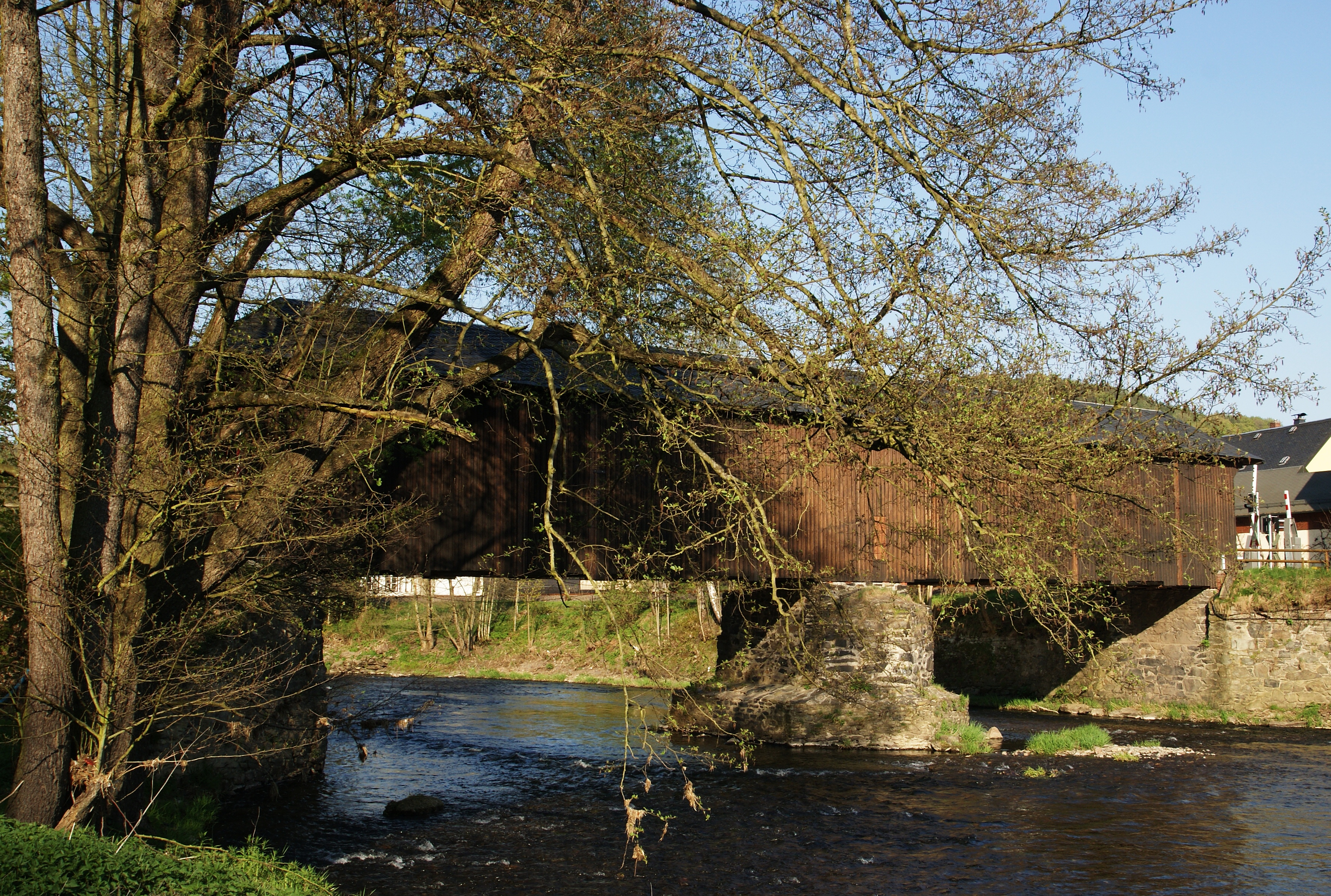
Gedeckte Holzbrücke über die Zschopau

Hennersdorf wurde nach 1150 durch die Herren von Schellenberg besiedelt.
Die erste urkundliche Erwähnung von Hennersdorf erfolgte 1349/50 als Heinrichsdorf im Lehnbuch Friedrich des Strengen, Markgraf von Meißen. Der Ort gehörte zum Amt Schellenberg, das 1573 in Amt Augustusburg umbenannt wurde.
In den folgenden Jahrhunderten siedelten sich nicht nur Bauern an der Zschopau an, sie diente auch vielen Werken (Mahlmühle, Knochenstampfe, Holzspulendrechslerei, Sägewerk usw.) als Antrieb. Zu Beginn des 20. Jahrhunderts siedelte sich eine Strumpffabrik an, die 50 Arbeitsplätze bot.
In der Dorfmitte steht das 1838 von Christian Friedrich Uhlig errichtete Schulhaus mit Glockenturm. Etwa 200 m davon entfernt steht heute noch die alte Schule.
1840 wurde ebenso von Uhlig die überdachte Holzbrücke über dem Zschopaufluss erbaut. Sie ist ein historisch sehr wertvolles Baudenkmal der Verkehrsgeschichte und weit über die Ortsgrenzen hinaus bekannt. 1866 erhielt Hennersdorf einen Eisenbahnanschluss, der heute noch besteht.
Der Bildhauer Erik Neukirchner hat 2013 in Hennersdorf seine Werkstatt eingerichtet.

## Einwohnerentwicklung
| Jahr | Einwohnerzahl                                    |
| ---- | ------------------------------------------------ |
| 1551 | 8 besessene Mann, 6 Gärtner, 3 Inwohner, 8 Hufen |
| 1764 | 8 besessene Mann, 25 Häusler, 8 Hufen            |
| 1834 | 417                                              |
| 1871 | 564                                              |

| Jahr | Einwohnerzahl |
| ---- | ------------- |
| 1890 | 570           |
| 1910 | 535           |
| 1925 | 536           |
| 1939 | 586           |

| Jahr | Einwohnerzahl |
| ---- | ------------- |
| 1946 | 716           |
| 1950 | 697           |
| 1964 | 617           |
| 1990 | 357           |

## Politik
Für den Ortsteil wurde mit Beschluss vom 20. Dezember 1996 das Flurbereinigungsverfahren Hennersdorf (Verfahrensgebiet: Gemarkung Hennersdorf) angeordnet.

## Verkehr
Hennersdorf besitzt einen Bahnhof an der Bahnstrecke Annaberg-Buchholz unt Bf–Flöha, die von der DB Erzgebirgsbahn bedient wird. Westlich des Orts auf der anderen Seite der Zschopau verläuft die Bundesstraße 180, östlich des Orts die Staatsstraße 228.

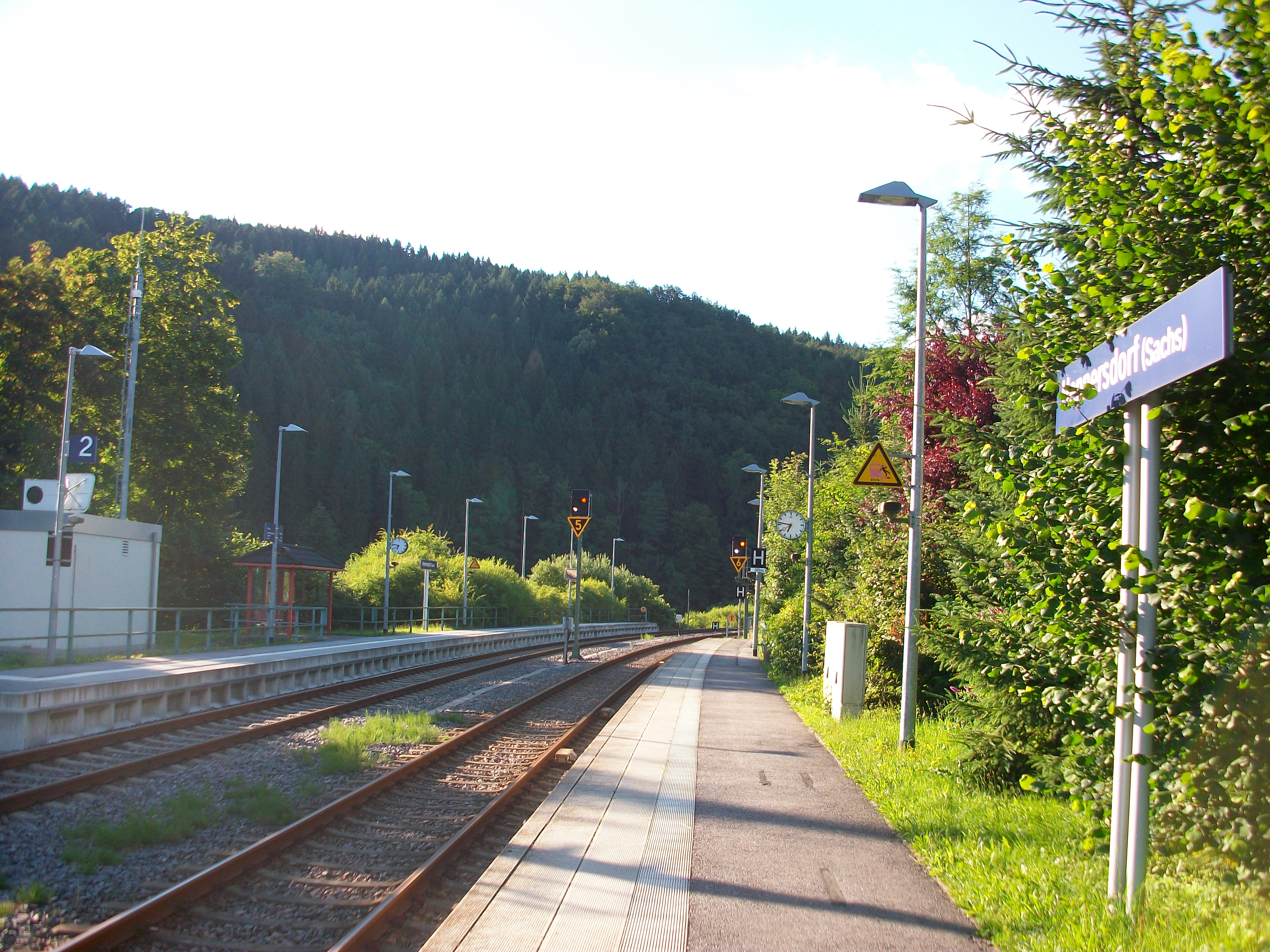
Bahnhof Hennersdorf (Sachsen) (2016)
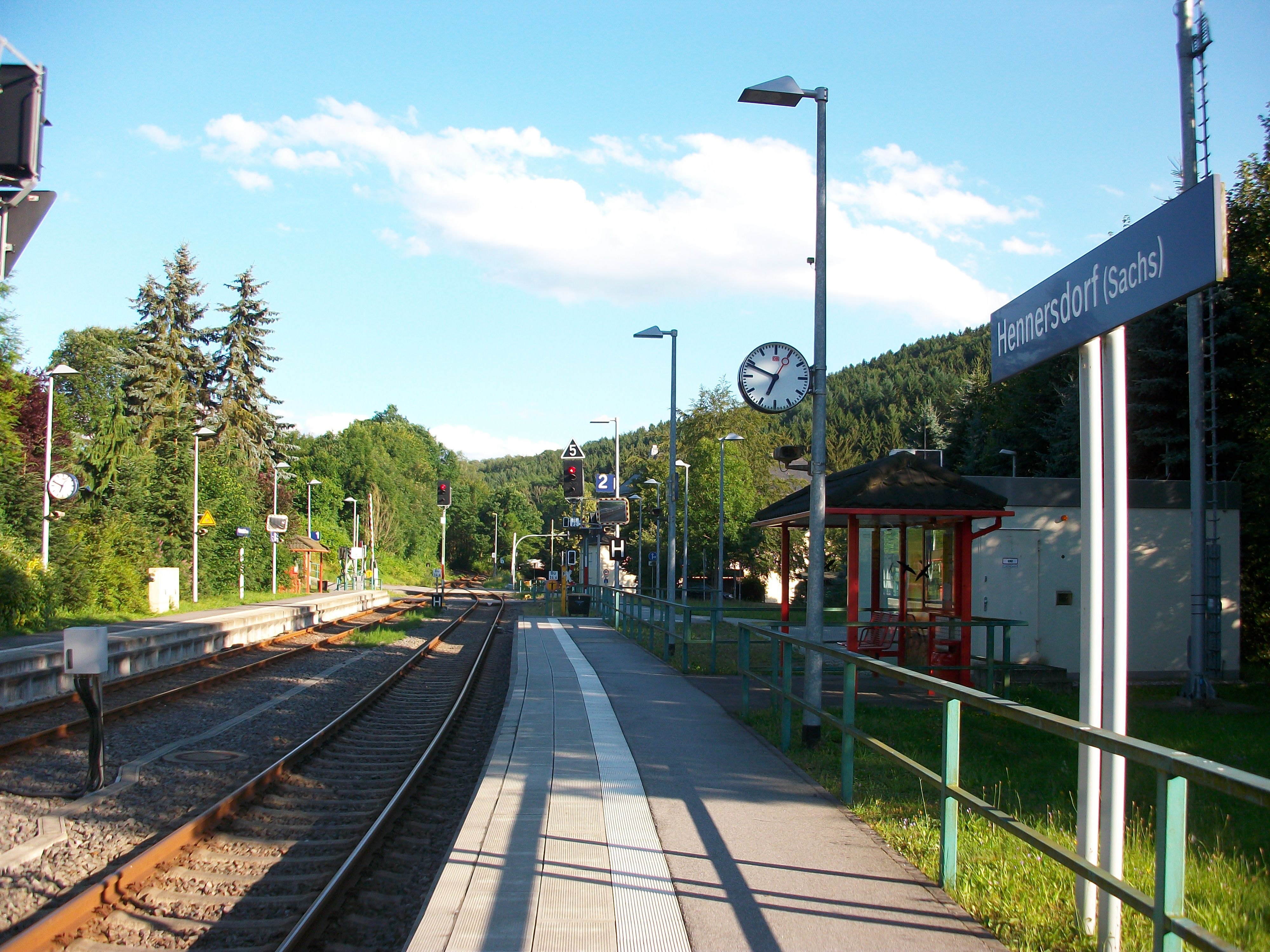
Bahnhof Hennersdorf (Sachsen) (2016)
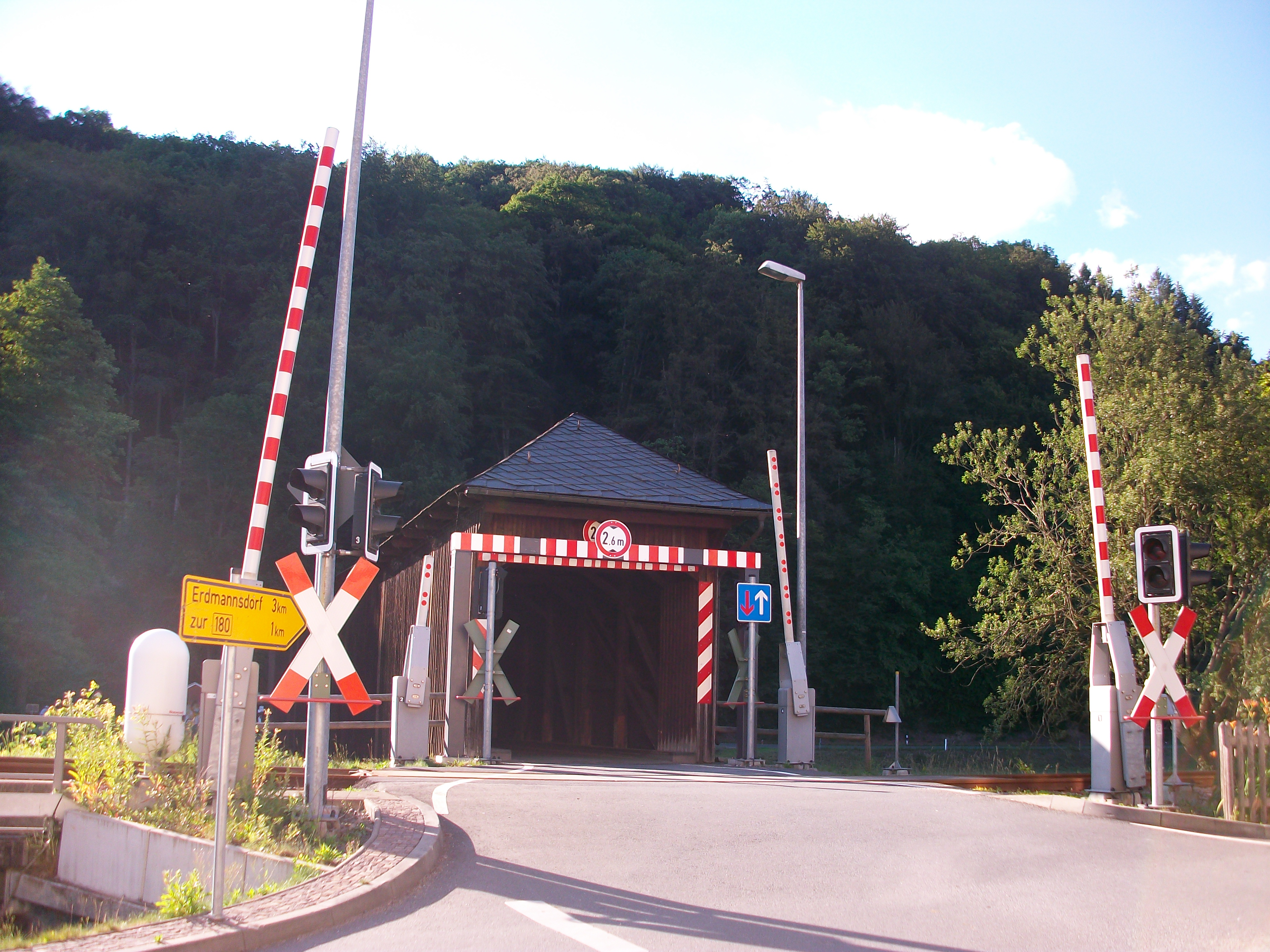
Hennersdorf, Bahnübergang bei Holzbrücke (2016)

## Sehenswürdigkeiten
- Gedeckte Holzbrücke

## Söhne und Töchter der Gemeinde
- Rudolf Teschauer (1921–unbekannt), Maurer und Politiker
- Horst Lohr (* 1938), Endurosportler